# Nizozemska reformirana cerkev
Nizozemska reformirana cerkev (nizozemsko Nederlandse Hervormde Kerk, skrajšano NHK ) je bila največja krščanska veroizpoved na Nizozemskem od začetka protestantske reformacije v 16. stoletju do leta 1930. To je bila prvotna veroizpoved nizozemske kraljeve družine in najpomembnejša protestantska veroizpoved do leta 2004. Po ustanovitvi Reformiranih cerkva na Nizozemskem (Gereformeerde kerk) leta 1892 je bila največja od dveh glavnih reformiranih veroizpovedi. Z nizozemsko kolonizacijo se je razširila v ZDA, Južno Afriko, Indonezijo, Šrilanko, Brazilijo in različne druge svetovne regije. Zvestoba nizozemski reformirani cerkvi je bila skupna značilnost nizozemskih priseljenskih skupnosti po vsem svetu in je postala ključni del afrikanskega nacionalizma v Južni Afriki.
Nizozemska reformirana cerkev je bila ustanovljena leta 1571 med protestantsko reformacijo v kalvinistični tradiciji, teološko pa jo je oblikoval John Calvin, pa tudi drugi veliki teologi reformacije. Cerkev je bila pod vplivom različnih teoloških dogodkov in kontroverz v njeni zgodovini, vključno z arminijanstvom, Nadere Reformacijo in številnimi razcepi v 19. stoletju, ki so močno diverzificirali nizozemski kalvinizem. Cerkev je delovala do leta 2004, ko se je združila z Reformiranimi cerkvami na Nizozemskem in evangeličansko-luteransko cerkvijo v Kraljevini Nizozemski v Protestantsko cerkev na Nizozemskem (PKN), združeno cerkev tako reformirane kot evangeličansko-luteranske teološke usmeritve. V času združitve je imela Cerkev 2 milijona članov, organiziranih v 1350 kongregacijah. Manjšina članov cerkve se je odločila, da ne bo sodelovala pri združitvi in je namesto tega ustanovila Obnovljeno reformirano cerkev (HHK).

## Stanje
Pred propadom Nizozemske republike leta 1795 je nizozemska reformirana cerkev uživala status "javne" ali "privilegirane" cerkve. Čeprav ni bila nikoli uradno sprejeta kot državna vera, je zakon zahteval, da mora biti vsak javni uslužbenec član obhajila. Posledično je imela Cerkev tesne odnose z nizozemsko vlado. Privilegij pripadnikov nizozemske reformirane cerkve je bil, da so lahko imeli svoja podjetja odprta ob nedeljah, ki sicer veljajo za verski dan in ne za poslovne namene.

### Odstavitev
Nizozemska reformirana cerkev je bila uradno odstavljena leta 1795 s koncem republike. Čeprav jo je kraljeva družina še vedno podpirala, Nizozemska pozneje nikoli ni imela javne cerkve.

## Zgodovina

### Reformacija in Emdenska sinoda
Reformacija je bila čas verskega nasilja in preganjanja s strani uveljavljene katoliške cerkve in vlad, v nekaterih primerih. Prizadevanja za oblikovanje reformirane cerkve v južnih provincah so izhajala iz tajnega srečanja protestantskih voditeljev v Antwerpnu leta 1566 in kljub španski represiji so se številni plemiči pridružili protestantskemu gibanju. Dve leti kasneje, leta 1568, po napadu na Nizozemsko s strani sil vojvode Albe, je veliko Nizozemcev pobegnilo v nemško mesto Wesel, kjer je bila sklicana sinoda, na kateri sta bila sprejeta belgijska veroizpoved in heidelberški katekizem, sprejete pa so bile tudi določbe  glede službenih opravil župnika, starešine, učitelja in diakona. Prva sinoda 23 nizozemskih reformnih voditeljev je bila oktobra 1571 v nemškem mestu Emden. Sinoda v Emdnu na splošno velja za ustanovitev Nizozemske reformirane cerkve, najstarejše izmed reformiranih cerkva na Nizozemskem. Sinoda je potrdila sklepe prejšnje Weselske sinode in ustanovila prezbiterijansko cerkveno upravo za nizozemsko reformirano cerkev.

### Dortska sinoda
Prva sinoda, ki je potekala v republiki Nizozemski, je bila leta 1578 v Dordrechtu. Tega sinodskega srečanja ne smemo zamenjevati z bolj znano drugo sinodo v Dortu leta 1618. Velike skupine Maranov so se naselile v Emdnu in se spreobrnile v krščanstvo. Večinoma vsi Marani, številne judovske skupine so se okoli leta 1649 pokristjanile v Spodnjenemško cerkev, ki se je kasneje preobrazila v nizozemsko reformirano cerkev. Na zadnjem srečanju so cerkveni očetje izključili arminijance in veroizpovedim dodali Dortske kanone. Dortski kanoni so se skupaj s prej sprejeto belgijsko veroizpovedjo in heidelberškim katekizmom imenovali Drie formulieren van Enigheid (Tri oblike enotnosti). Večina konfliktov in razkolov v Cerkvi je nastala zaradi nestrinjanja glede vsebine in razlage teh doktrinarnih dokumentov. Vlada Nizozemske republike, ki je spodbudila izgon Arminijacev, je reformirani cerkvi kasneje prepovedala sinodično zbiranje. Nobena sinoda na Nizozemskem ni potekala več do konca republike leta 1795.

### Nadaljnja reformacija
17. in zgodnje 18. stoletje sta bili doba nizozemske Nadere Reformacije (prevedeno  Nadaljnje reformacije), ki sta jo vodila predvsem Gisbertus Voetius in Wilhelmus à  Brakel.

### Cepitve v 19. stoletju
V 19. stoletju je teološki liberalizem povzročil razkol v Nizozemski reformirani cerkvi. Nizozemski kralj Viljem I. je za cerkev uvedel novo obliko vladanja, v kateri so civilne oblasti izbrale  komisarje za nacionalno sinodo leta 1816, zaradi česar so ministri vse težje govorili proti zaznanim napakam. Leta 1834 so duhovniku Hendriku de Cocku iz mesta Ulrum cerkveni voditelji povedali, da ne more pridigati proti nekaterim kolegom, za katere je verjel, da imajo napačna stališča. On in njegova kongregacija sta se odcepila od nizozemske reformirane cerkve. Sčasoma je Afscheiding (odcepitev) povzročil odhod 120 kongregacij iz Nizozemske reformirane cerkve. 

### Od 20. stoletja do danes
Nizozemska reformirana cerkev je ostala največje cerkveno telo na Nizozemskem do sredine 20. stoletja, ko jo je prehitela Rimskokatoliška cerkev. Hitra sekularizacija Nizozemske v šestdesetih letih 20. stoletja je močno zmanjšala udeležbo v glavni protestantski cerkvi. Od 60. let dvajsetega stoletja je bilo narejenih več poskusov, da bi dosegli ponovno združitev z Reformiranimi cerkvami na Nizozemskem (Gereformeerde Kerken na Nizozemskem). To je vodilo do združitve obeh cerkva z Evangeličansko-luteransko cerkvijo v Kraljevini Nizozemski ( Evangelisch-Lutherse Kerk in het Koninkrijk der Nederlanden ), da bi leta 2004 ustanovili Protestantsko cerkev na Nizozemskem.
Združitev leta 2004 je privedla tudi do ločitve, v kateri so se številne kongregacije in člani Nizozemske reformirane cerkve ločile in oblikovale Obnovljeno reformirano cerkev (Hersteld Hervormde Kerk). Ocene njihovega članstva se gibljejo od 35.000 do 70.000 v približno 120 lokalnih kongregacijah, ki jih služi 88 ministrantov. Obnovljena reformirana cerkev ne odobrava pluralistične narave združene cerkve, za katero trdijo, da vsebuje delno nasprotujoče si reformirane in luteranske veroizpovedi. Ta konservativna skupina tudi nasprotuje posvečenju žensk in blagoslavljanju istospolnih skupnosti v krščanskih cerkvah, kar je kot prakso prevzela združena cerkev.

## Mednarodna distribucija

### Afrika
Nizozemski migranti so s seboj nosili Nizozemsko reformirano cerkev in ustanovili več reformiranih veroizpovedi v Keniji (Reformirana cerkev vzhodne Afrike), Južni Afriki, vključno s Tremi sestrskimi cerkvami Južne Afrike (Nizozemska reformirana cerkev v Južni Afriki (NGK) (Nederduitse Gereformeerde Kerk), Nizozemska reformirana cerkev v Južni Afriki (NHK) ( Nederduitsch Hervormde Kerk ), Reformirane cerkve v Južni Afriki (Gereformeerde Kerke in Suid-Afrika)), Afrikaans protestantska cerkev (Afrikaanse Protestantse Kerk) in Združevalna reformirana cerkev v Južni Afriki ( Verenigende Gereformeerde Kerk in Suid-Afrika ).

### Azija
S pomočjo nizozemske vzhodnoindijske družbe in njenih delavcev je bila leta 1642 na Cejlonu ustanovljena nizozemska reformirana cerkev. Nizozemska reformirana cerkev Cejlona je leta 2007 uradno spremenila svoje ime v Krščansko reformirano cerkev Šrilanke, da bi odražala svojo krščansko identiteto v narodu, ne pa nizozemske kolonialne dediščine. Od leta 2007 se njeno članstvo giblje okoli 5000 ljudi, ki vključuje obhajilo in krst članov v 29 kongregacijah, oznanjevalskih postajah in misijonskih postojankah.Krščanstvo v Indoneziji je pod močnim vplivom Nizozemske reformirane cerkve, prva znana cerkev, ustanovljena v državi, je "De Oude kerk" v Bataviji leta 1640. Krščanstvo v Indoneziji, tako kot na Šrilanki, je bilo nacionalizirano v različne veje protestantizma, medtem ko je ohranilo številne reformirane cerkvene elemente, kot je protestantska cerkev v Indoneziji.

### Amerike
Nizozemska reformirana cerkev je šla z migranti v Ameriko, začenši leta 1628 v Novem Amsterdamu. Reformirana cerkev sv. Tomaža, ustanovljena leta 1660 v St. Thomasu v danski Zahodni Indiji,  je postala prva nizozemska reformirana cerkev na Karibih. V obdobju nizozemske naselitve v Braziliji v 17. stoletju so kolonisti organizirali reformirano cerkev  v Pernambucu.
V Kanadi in Združenih državah je najstarejše in drugo največje telo Reformirana cerkev v Ameriki, ki je bila med letoma 1628 in 1819 ameriška veja Nizozemske reformirane cerkve na Nizozemskem. Največje nizozemsko reformirano telo v Severni Ameriki, Krščanska reformirana cerkev v Severni Ameriki, se je leta 1857 odcepilo od Reformirane cerkve v Ameriki. Manjše sorodne denominacije in zveze vključujejo Kanadsko in Ameriško reformirano cerkev, Svobodne reformirane cerkve Severne Amerike (FRC), Dediščinske reformirane kongregacije (HRC), Nizozemske reformirane kongregacije (NRC), Protestantske reformirane cerkve v Ameriki (PRC), in Združene reformirane cerkve v Severni Ameriki (URC). Nizozemci so bili pred prihodom v Ameriko večinoma protestanti in katoličani, po naselitvi v Ameriki pa so postali pretežno protestanti. Svojo vero so širili z navezovanjem vezi z domačini v dolini reke Ohio.
Leta 1766 so duhovniki Nizozemske reformirane cerkve ustanovili Queen's College, ki je kasneje postal Rutgers College, v provinci New Jersey. Danes je Univerza Rutgers glavna javna raziskovalna ustanova v zvezni državi New Jersey. Kot eden od devetih kolonialnih kolidžov, zbranih na vzhodu Združenih državah, Rutgers služi kot spomin na zgodnji nizozemski kulturni vpliv v severnoameriških kolonijah.
Nekdanja predsednika ZDA Martin Van Buren in Theodore Roosevelt, oba nizozemskega rodu, sta bila povezana z Nizozemsko reformirano cerkvijo.  